# Le Visage
Pour les articles homonymes, voir Visage (homonymie).
Pour plus de détails, voir Fiche technique et Distribution.
Le Visage (Ansiktet) est un film suédois d'Ingmar Bergman, sorti en 1958.

## Synopsis
En 1846, en Suède, la troupe de théâtre du « Docteur Vogler », spécialisée dans les tours de prestidigitation et la vente de philtres divers, arrive à Stockholm pour donner une représentation de magnétisme miraculeux. Arrêtés par la police, ils sont conduits dans la riche propriété du consul Abraham Egerman. Ottilia, la femme du consul est convaincue, comme son mari, que le " mage " pourra lui expliquer la mort de sa fille. 
Parmi les invités présents chez le consul se trouvent le préfet de police Starbeck et le directeur de la santé, Vergerus, esprit sceptique qui veut prouver l'imposture de Vogler. Un pari s'engage entre Egerman qui croit au surnaturel et Vergerus qui le nie. 
En attendant la représentation, les membres de la troupe fraternisent avec les domestiques grâce aux philtres d'amour qu'ils ont en leur possession. Vergerus découvre que Aman, l'assistant de Vogler, est en réalité une femme, Manda, l'épouse de ce dernier. Il tente en vain de la séduire et, surpris par Vogler, il est violemment chassé par ce dernier. Vogler enlève sa perruque et sa fausse barbe, avant de  proférer sa peur et sa haine du public.
La représentation a lieu. Antonsson, employé du consul, est soumis aux pouvoirs hypnotiques de Vogler mais se révolte contre celui-ci, l'étrangle et se pend. Vergerus fait l'autopsie du cadavre de Vogler alors qu'il s'agit en réalité de celui d'un certain Spegel, comédien alcoolique décédé la veille au soir dans les bras de Vogler. 
L'imposture éclate. Vogler en est réduit à mendier son salaire quand un messager vient lui porter une lettre d'invitation pour une représentation au palais royal.

## Fiche technique
- Titre : Le Visage
- Titre original : Ansiktet
- Réalisation et scénario : Ingmar Bergman
- Production : Svensk Filmindustri
- Photographie : Gunnar Fischer
- Musique : Erik Nordgren
- Montage : Oscar Rosander
- Noir et blanc
- Durée : 100 minutes
- Sortie le 26 décembre 1958 aux cinémas Röda Kvarn et Fontänen  Suède

## Distribution
- Max von Sydow : Albert Emanuel Vogler
- Ingrid Thulin : Manda Vogler et Aman
- Ake Fridell : Tubal
- Naïma Wifstrand : la grand-mère de Vogler
- Lars Ekborg : Simson
- Gunnar Björnstrand : le docteur Vergérus
- Erland Josephson : le consul Egerman
- Gertrud Fridh : Ottilia Egerman
- Toivo Pawlo : Starbeck (le chef de la police)
- Bengt Ekerot : Johan Spegel
- Ulla Sjöblom : Henrietta
- Sif Ruud : Sofia Garp
- Bibi Andersson : Sara
- Birgitta Pettersson : Sanna
- Oscar Ljung : Antonsson
- Axel Düberg : Rustan
- Tor Borong
- Arne Mârtensson
- Harry Schein et Frithiof Bjärne : les douaniers

## Récompenses et distinctions
- Le Visage remporte le Grand prix du jury de la Mostra de Venise 1959.